# Cuírio
El riu Cuírio és un curs d'aigua de Mèxic. Es troba a l'interior de l'estat de Guerrero, a la zona sud del país, a 210 km al sud-oest de Ciutat de Mèxic. És tributari del riu Balsas, anomenat Mezcala al seu pas per l'estat de Guerrero. El clima de la conca hidrogràfica és de tipus sabana. La temperatura mitjana és de 28 °C. El mes més càlid és maig amb 35 °C i el més fresc setembre amb 24 °C de mitjanes mensuals. La pluviometria mitjana és de 1.319 mil·límetres per any. El primer mes en abundància de pluges és setembre, amb 300 mil·límetres de pluja, i el més eixut, març amb 4 mil·límetres.